# 3 maj
3 maj är den 123:e dagen på året i den gregorianska kalendern (124:e under skottår). Det återstår då 242 dagar av året.

## Återkommande bemärkelsedagar

### Nationaldagar
- Polens nationaldag (till minne av antagandet av den nya konstitutionen 1791)

### Helgondagar
- Katolska kyrkan: Filippos (en av Jesu apostlar)
- Katolska kyrkan: Jakob (en av Jesu apostlar)

### FN-dagar
- Världsdagen för pressfrihet (instiftad av FN:s generalförsamling 1993, för att hedra offren för kampen för pressfrihet och uppmärksamma världens regeringar på att det inte råder full pressfrihet överallt)

## Namnsdagar

### I den svenska almanackan
- Nuvarande – John och Jane
- Föregående i bokstavsordning
  - Görel – Namnet infördes på dagens datum 1986. 1993 flyttades det till 17 mars och 2001 till 19 juni.
  - Göta – Namnet infördes på dagens datum 1901. 1993 flyttades det till 27 januari, där det har funnits sedan dess.
  - Götmar – Namnet infördes på dagens datum 1986, men utgick 1993.
  - Jack – Namnet infördes 1986 på 25 juli, men flyttades 1993 till dagens datum och utgick 2001.
  - Jane – Namnet infördes 1986 på 2 september. 1993 flyttades det till 21 juli och 2001 till dagens datum.
  - John – Namnet infördes 1986 på 9 maj, men flyttades 1993 till dagens datum, där det har funnits sedan dess.
  - Korsmässa – Denna benämning på dagens datum fanns där före 1901, då den utgick. Den stod där till minne av att 3 maj skulle ha varit den dag, då man återfann Jesu kors. Det hade också den något mer fullständiga benämningen Korsmässa om våren, eftersom det också fanns en Korsmässa om hösten (14 september).
- Föregående i kronologisk ordning
  - Före 1901 – Korsmässa eller Korsmässa om våren
  - 1901–1985 – Göta
  - 1986–1992 – Göta, Görel och Götmar
  - 1993–2000 – John och Jack
  - Från 2001 – John och Jane
- Källor
  - Brylla, Eva (red.): Namnlängdsboken, Norstedts ordbok, Stockholm, 2000. ISBN 91-7227-204-X
  - af Klintberg, Bengt: Namnen i almanackan, Norstedts ordbok, Stockholm, 2001. ISBN 91-7227-292-9

### Finlandssvenska almanackan
- Nuvarande från 2010[1] – Linus, Vincent
- I föregående revideringar[a][2]
  - 1929–1972 – Aslög
  - 1973–1994 – Aslög, Åslög
  - 1995–1999 – Rasmus
  - 2000–2009 – Linus

## Händelser
- 996 – Sedan Johannes XV har avlidit den 1 april väljs Bruno av Kärnten till påve och tar namnet Gregorius V.[3]
- 1376 – Den sexårige Olof Håkansson väljs till kung av Danmark, med sin mor Margareta som förmyndare, sedan hans morfar Valdemar Atterdag har avlidit hösten före. När Olofs far Håkan Magnusson dör 1380 ärver han också den norska tronen efter honom, även där med Margareta som förmyndare, men 1387 dör han själv, 16 år gammal.
- 1715 – En total solförmörkelse inträffar i Sverige.
- 1720 – Den svenske kungen Fredrik I, som har valts till svensk kung den 24 mars, sedan hans hustru Ulrika Eleonora den 29 februari har abdikerat till hans förmån, kröns i Storkyrkan i Stockholm. Ceremonin utförs av ärkebiskop Mattias Steuchius, som ett år tidigare har krönt hans hustru.
- 1808 – Den svenska fästningen Sveaborg i södra Finland kapitulerar till de ryska belägrarna. En månad tidigare har den svenske befälhavaren på fästningen Olof Cronstedt förhandlat fram villkoret, att fästningen ska kapitulera denna dag, om svensk undsättning inte har hunnit fram innan dess. Då ryssarna har förhalat det svenska budet till Stockholm kommer detta fram till huvudstaden först denna dag och därmed kommer ingen undsättning. Därför överlämnar Cronstedt fästningen och den svenska skärgårdsflottan i ryska händer, vilket på sätt och vis beseglar Finlands öde, eftersom fästningen anses vara nyckeln till den östra rikshalvan och möjligheterna för svenskarna att återta Finland under det pågående finska kriget därmed har blivit kraftigt försvårad. Hösten 1809 avträder Sverige Finland till Ryssland och Cronstedt blir i Sverige betraktad som förrädare, på grund av kapitulationen.
- 1841 – Fartyget Mary Ann under kapten Nils Werngren avslutar den första svenska världsomseglingen.
- 1860 – Karl XV, som har blivit kung av Sverige och Norge efter sin far Oscar I:s död sommaren före, kröns samma dag som han fyller 34 år i Storkyrkan i Stockholm och ceremonin leds av ärkebiskop Henrik Reuterdahl. Kröningen till norsk kung hålls i Nidarosdomen i Trondheim den 5 augusti.
- 1938 - Första utdelning S:t Eriksmedaljen, Stockholms stadshus, 46 mottagare
- 1945 – Den tyske raketforskaren Wernher von Braun och 120 av hans medarbetare kapitulerar till de amerikanska trupperna i Bayern. De förs sedermera till USA, där de får arbeta inom amerikansk raketforskning.
- 1947 – Japans nya konstitution införs.
- 1960 – Representanter för Danmark, Norge, Portugal, Schweiz, Storbritannien, Sverige och Österrike undertecknar i Stockholm ratifikationsprotokollet för upprättandet av Europeiska frihandelssammanslutningen (EFTA), som ska underlätta och främja handeln mellan länderna. Medlemsländerna kommer sedermera att kallas ”the outer seven” (”de yttre sju”) för att skilja dem från de sex medlemsländerna i Europeiska ekonomiska gemenskapen (EEC) (Belgien, Frankrike, Italien, Luxemburg, Nederländerna och Västtyskland), som kallas ”the inner six” (”de inre sex”). Sedermera tillkommer Finland, Island och Liechtenstein i EFTA, men allteftersom länderna istället blir medlemmar i EEC/EG eller dess efterträdare EU lämnar de EFTA och idag (2025) finns endast Island, Liechtenstein, Norge och Schweiz kvar i organisationen.
- 1968 – Som en kulmen på den politiska vänstervåg, som har svept över Europa under 1960-talet, utbryter studentprotester mot det politiska etablissemanget i Paris. Protesterna varar till 30 maj och tar sig bland annat uttryck i form av gatukravaller mellan studenter och polis. Dessutom utvidgas de till hela Frankrike och kommer även att omfatta demonstrationståg, ockupationer samt vilda och nationella strejker. Revolten får långtgående konsekvenser för Frankrikes politik under flera årtionden framåt.
- 1978 – Amerikanen Gary Thuerk, som är marknadsföringsrepresentant på Digital Equipment Corporation, skickar ett e-postmeddelande till 393 Arpanet-anslutna datorer på amerikanska västkusten, där han gör reklam för en av företagets nya datormodeller. Detta är första gången ett massutskick av e-post sker, då man tidigare har skickat dem ett och ett och detta räknas därför som världens första spammeddelande, även om termen inte myntas förrän flera år senare.
- 1999 – Sydvästra delen av den amerikanska delstaten Oklahomas huvudstad Oklahoma City drabbas av 76 tromber, varav en med en vindhastigheten 135 meter per sekund, vilket blir den högsta uppmätta hastigheten på en tromb någonsin. 41 människor mister livet och 583 skadas, medan skador för 1 miljard dollar uppstår under de 85 minuter, som ovädret härjar.
- 2007 – Den 3-åriga brittiska flickan Madeleine McCann försvinner från det hotell i den portugisiska staden Praia da Luz, där hennes familj är på semester. Försvinnandet blir en världsnyhet. Tidvis förs en stor kampanj för att återfinna henne och ett tag är föräldrarna misstänkta för försvinnandet, men de avskrivs senare från misstankar. Föräldrarna fortsätter kampen för att hitta henne, men hon är än idag (2025) försvunnen.

## Födda
- 612 – Konstantin III, bysantinsk kejsare februari–maj 641
- 1415 – Cecily Neville, engelsk adelsdam, mor till de engelska kungarna Edvard IV och Rikard III
- 1428 – Pedro González de Mendoza, spansk kardinal och statsman
- 1446 – Margareta av York, hertiginna av Burgund 1468–1477
- 1469 – Niccolò Machiavelli, italiensk filosof och författare, mest känd för statskonstboken Fursten
- 1662 – Matthäus Daniel Pöppelmann, tysk arkitekt
- 1678 – Amaro Pargo, spansk sjörövare och köpman
- 1695 – Henri Pitot, italiensk-fransk ingenjör
- 1713 – Alexis Claude Clairaut, fransk matematiker
- 1737 – Berndt Johan Hastfer, svensk friherre, militär och landsförrädare
- 1748 – Emmanuel Joseph Sieyès, fransk revolutionspolitiker och präst
- 1761 – August von Kotzebue, tysk dramatiker
- 1762 – Johan David Flintenberg, svensk historiker
- 1768 – Charles Tennant, brittisk kemist och industrialist
- 1773 – Giuseppe Acerbi, italiensk upptäcktsresande och reseskildrare
- 1798 – Carl Sandberg, svensk arkivman och samlare av historiska handlingar
- 1826 – Karl XV, kung av Sverige och Norge 1859–1872
- 1844 – Richard D'Oyly Carte, brittisk talangjägare, teaterimpressario, kompositör och hotellägare
- 1849
  - Bernhard von Bülow, tysk diplomat och politiker, Tysklands rikskansler 1900–1909
  - Bertha Benz, tysk kvinna, hustru till Carl Benz och den första som körde en längre biltur (1888)
- 1860
  - John Scott Haldane, brittisk psykolog
  - Vito Volterra, italiensk matematiker och fysiker
- 1867 – Carrie Martyn, brittisk socialist, fackföreningsorganisatör och guvernant
- 1871 – Emmett Dalton, amerikansk bank- och tågrånare
- 1873 – Pavlo Skoropadskyj, ukrainsk general
- 1874
  - François Coty, fransk parfymtillverkare
  - Vagn Walfrid Ekman, svensk oceanograf
  - José de la Cruz Mena, nicaraguansk kompositör och orkesterledare
- 1876 – James E. Murray, kanadensisk-amerikansk politiker, senator för Montana 1934–1961
- 1877 – Karl Abraham, tysk psykoanalytiker
- 1879 – Clyde L. Herring, amerikansk demokratisk politiker, guvernör i Iowa 1933–1937 och senator för samma delstat 1937–1943
- 1886 – Marcel Dupré, fransk organist och kompositör
- 1887 – Ragnar Widestedt, svensk skådespelare, sångare, kompositör och regissör
- 1888
  - Beulah Bondi, amerikansk skådespelare
  - Juhani Siljo, finländsk poet, journalist och litteraturkritiker
- 1892 – George Paget Thomson, brittisk fysiker, mottagare av Nobelpriset i fysik 1937
- 1893 – Konstantine Gamsakhurdia, georgisk författare
- 1895 – Cornelius Van Til, nederländsk filosof, teolog och apologet
- 1896
  - V.K. Krishna Menon, brittisk-indisk politiker
  - Dodie Smith, brittisk författare och dramatiker
- 1898 – Golda Meir, israelisk politiker, Israels premiärminister 1969–1974
- 1901 – Gino Cervi, italiensk skådespelare
- 1902 – Alfred Kastler, fransk fysiker, mottagare av Nobelpriset i fysik 1966
- 1905 – Werner Fenchel, tysk matematiker
- 1906 – Mary Astor, amerikansk skådespelare
- 1907 – Alli Halling, svensk skådespelare
- 1909 – Willy Maria Lundberg, svensk journalist
- 1913
  - Peer Gregaard, dansk teaterchef
  - Pelle Ström, svensk sångare
- 1917
  - Gun Robertson, svensk skådespelare
  - Chris Wahlström, svensk skådespelare
- 1919 – Pete Seeger, amerikansk folksångare, trubadur och låtskrivare
- 1923 – Ralph Hall, amerikansk politiker
- 1931 – Aldo Rossi, italiensk postmodernistisk arkitekt
- 1933
  - Willie Andréason, svensk skådespelare (död 2019)
  - James Brown, amerikansk sångare
  - Steven Weinberg, amerikansk fysiker, mottagare av Nobelpriset i fysik 1979 (död 2021)
- 1934 – Frankie Valli, amerikansk sångare, medlem i gruppen The Four Seasons
- 1940 – Peter Kneip, svensk skådespelare
- 1943 – Jim Risch, amerikansk republikansk politiker, guvernör i Idaho 2006–2007 och senator för samma delstat 2009–
- 1944 – Lena Gester, svensk skådespelare
- 1945 – Jeffrey C. Hall, amerikansk genetiker, mottagare av Nobelpriset i fysiologi eller medicin 2017
- 1948 – Chris Mulkey, amerikansk skådespelare
- 1950 – Viktor Friberg, svensk skådespelare
- 1951 – Christopher Cross, amerikansk popmusiker och kompositör
- 1953 – Mats Andersson, svensk skådespelare
- 1956 – Bernd Förster, västtysk fotbollsspelare
- 1959 – Sushri Umashri Bharti, indisk politiker
- 1960 – Geraint Davies, brittisk labourpolitiker, parlamentsledamot 1997–2005 och 2010–2024
- 1961 – David Vitter, amerikansk republikansk politiker, senator för Louisiana 2005–2017
- 1962 – Anders Graneheim, svensk kroppsbyggare
- 1964
  - Ron Hextall, kanadensisk ishockeymålvakt
  - Peter Arnoldsson, svensk operasångare
- 1965 – Thodoris Atheridis, grekisk skådespelare och musiker, medlem i gruppen Agami Thite
- 1966 – Lotta Östlin, svensk skådespelare
- 1973 – Michael Reiziger, nederländsk fotbollsspelare
- 1974 – Dulé Hill, amerikansk skådespelare
- 1975
  - Marie Lindberg, svensk lärare, trubadur och gitarrist
  - Christina Hendricks, amerikansk skådespelare
- 2005 – Adrian Macéus, svensk sångare och skådespelare

## Avlidna
- 1152 – Mathilda, omkring 47, regerande grevinna av Boulogne 1125–1151 och Englands drottning sedan 1135 (gift med Stefan av Blois)
- 1410 – Alexander V, omkring 71, motpåve sedan 1409
- 1676 – Claes Stiernsköld, 59, svensk friherre, riksråd, militär och landshövding i Västmanlands län
- 1704 – Heinrich Biber, 59, österrikisk tonsättare och violinist
- 1719 – Pierre Legros den yngre, 53, fransk barockskulptör
- 1758 – Benedictus XIV, 83, påve sedan 1740
- 1839 – Pehr Henrik Ling, 62, svensk gymnastikpedagog och skald, känd som ”den svenska gymnastikens fader”, ledamot av Svenska Akademien sedan 1835
- 1851 – Thomas Hickman Williams, 50, amerikansk demokratisk politiker, senator för Mississippi 1838–1839
- 1856 – Adolphe Adam, 52, fransk kompositör
- 1890 – James B. Beck, 68, brittisk-amerikansk demokratisk politiker, senator för Kentucky sedan 1877
- 1924 – Margaret Maher, 83, irländsk-amerikanskt hembiträde, tjänsteflicka hos poeten Emily Dickinson
- 1927 – David Arellano, 24, chilensk fotbollsspelare
- 1934 – Oscar Tropp, 51, svensk dansare, manusförfattare och koreograf
- 1941 – Selma Ek, 84, svensk operasångerska
- 1942 – Thorvald Stauning, 68, dansk socialdemokratisk politiker, Danmarks statsminister 1924–1926 och sedan 1929
- 1945 – Fedor von Bock, 64, tysk generalfältmarskalk
- 1948 – Gideon Wahlberg, 57, svensk författare, teaterledare, skådespelare och kompositör
- 1972 – Tor Wallén, 80, svensk skådespelare och korist
- 1982 – Hortensia Hedström, 91, svensk operettsångare och skådespelare
- 1986 – Robert Alda, 72, amerikansk skådespelare
- 1989 – Christine Jorgensen, 62, amerikansk soldat, den första personen i världen som genomgick en lyckad könsbytesoperation
- 2003 – Suzy Parker, 70, amerikansk fotomodell och skådespelare
- 2006
  - Karel Appel, 85, nederländsk konstnär, skulptör och keramiker
  - Franco Lavoratori, 65, italiensk vattenpolospelare
  - Earl Woods, 74, amerikansk idrottare och officer, far och tränare till golfspelaren Tiger Woods
- 2007
  - Walter Schirra, 84, amerikansk astronaut
  - Thomas Ungewitter, 63, svensk skådespelare
- 2008 – Leopoldo Calvo-Sotelo, 82, spansk politiker, Spaniens premiärminister 1981–1982
- 2011 – Jackie Cooper, 88, amerikansk skådespelare
- 2014
  - Gary Becker, 83, amerikansk ekonom, mottagare av Sveriges riksbanks pris i ekonomisk vetenskap till Alfred Nobels minne 1992
  - Jim Oberstar, 79, amerikansk demokratisk politiker och representanthusledamot
- 2016 – Carl Fredrik Reuterswärd, 81, svensk konstnär och poet
- 2022 – Stanislaŭ Sjusjkevitj, 87, belarusisk politiker, Belarus statschef 1991–1994